# Kozlíček mramorový
Kozlíček mramorový (Saperda scalaris) je brouk patřící mezi tesaříkovité. Dorůstá délky 12 až 18 milimetrů. Žije ve vlhkých listnatých lesích a na lukách. Vyskytuje se v oblasti palearktu. V přírodě se objevuje od dubna do června až července.

## Poddruhy
- Saperda scalaris algeriensis Breuning, 1952
- Saperda scalaris scalaris (Linnaeus, 1758)
- Saperda scalaris xantha Demelt, 1960[1]